# Charles d’Abbadie d’Espalungue
Charles d’Abbadie d’Espalungue (* um 1642; † 1724) war ein französischer Offizier. Er versah den Militärdienst während der Regierung des Königs Ludwig XIV.

## Leben
Charles d’Abbadie d’Espalungue war ein Sohn von Raymond d’Abbadie, Rat am Parlement von Pau, und dessen Gattin Anne d’Espalungue. Er gehörte dem Familienzweig der Abbadie de Livron an. Im Zug seiner militärischen Laufbahn war er zunächst Hauptmann der Grenadiere im Regiment von Guiche, dann 1672 Hauptmann im Regiment des Comte de Louvigny. Anschließend machte er den Feldzug des Marschalls Turenne gegen die brandenburgischen Truppen sowie 1674 jenen des Grafen Friedrich von Schomberg im Roussillon mit. 1690 nahm er unter dem Marschall François-Henri de Montmorency-Luxembourg an der Schlacht bei Fleurus teil. Im Rang eines Oberstleutnant kämpfte er anschließend bei Namur, Steenkerke und Charleroi. 1694 war er in der französischen Armee in Flandern unter dem Oberbefehl des Dauphin im Einsatz und beteiligte sich an der Bombardierung Brüssels. Im November 1695 wurde er zum Generalinspektor der französischen und der mit ihnen verbündeten ausländischen Truppen im Raum von der nordfranzösischen Küste bis zu den Städten Tournai, Valenciennes, Cambrai und Saint-Quentin ernannt. In dieser Funktion hatte er Pierre de Montesquiou d’Artagnan bei dessen Besuchen zu begleiten.
Im Januar 1702 erhielt Abbadie den Rang eines Maréchal de camp. Er versah wieder seinen Militärdienst bei den in Flandern operierenden französischen Truppen und avancierte im Oktober 1704 zum Lieutenant-général. In diesem Rang begab er sich während des Spanischen Erbfolgekriegs auf den spanischen Kriegsschauplatz und war dort zunächst unter dem Oberbefehl des Marschalls René de Froulay de Tessé, dann jenem des Herzogs von Berwick tätig. Dabei beteiligte er sich am Entsatz von Badajoz und an der Belagerung von Cartagena. Für seine Verdienste ernannte König Ludwig XIV. ihn im April 1707 anstelle des verstorbenen Marschalls Vauban zum Kommandanten der Zitadelle Lille. Indessen versah er weiterhin Kriegsdienste in Spanien unter dem Herzog von Orléans, zeichnete sich im April 1707 in der Schlacht bei Almansa aus und nahm im Oktober 1707 an der Belagerung und Erstürmung von Lleida teil. 1708 fiel Lille in die Hände feindlicher Truppen. 1711 wurde Abbadie zum Kommandanten von Quesnoy ernannt. Dort wurde er im nächsten Jahr belagert und geriet vorübergehend in Kriegsgefangenschaft. 1713 erhielt er erneut den Oberbefehl über die Zitadelle von Lille.
Abbadie erwarb die Herrschaft von Saint-Maurice und andere Ländereien im Beauvaisis. Er wurde zum Ritter des Ordre royal et militaire de Saint-Louis ernannt. Im Dezember 1696 hatte er eine Ehe mit der vermögenden Albertine-Charlotte-Julie de Croswaren geschlossen. Seinem Testament vom Januar 1721 fügte er im März 1723 und Februar 1724 Kodizille bei. Bald danach starb er.